# 新臺幣
新臺幣，現今常簡稱臺幣，是中華民國現行的法定貨幣，於1949年6月15日起發行流通。發行之初定位為限定臺灣使用的區域貨幣，以取代舊臺幣，今日則在整個中華民國有效統治區域（臺澎金馬）均可流通使用。原始發行機構為臺灣銀行，2000年起由中央銀行收回負責。其基本單位為圓（常取同音字簡作元），輔幣為角、分，10分為1角，10角為1圓。貨幣代碼採行ISO 4217標準編為TWD，符號為NT$或NTD，並使用NT$100、NTD100之類方法表示（中間無空格）。
新臺幣現行的發行幣值自1981年起使用，硬幣單位包括0.5元(五角)、1元、5元、10元、20元及50元，紙鈔單位有100元、200元、500元、1000元、2000元。5角硬幣（角圓）至今已不常使用，日常生活只有汽油及柴油、外幣兌換匯率計算等在計算單價時會用到角，實際上的價金交付會四捨五入至1圓，存款利息也是四捨五入至1圓。角圓雖然仍可流通使用，但是現在多為收藏用，故價值比面額還要貴。
截至2025年6月24日，新台幣的紙鈔發行面額數達3,509,815,296,000圓；硬幣發行面額數達140,086,904,413圓。合計為3,649,902,200,413圓。

## 词源
新臺幣的前身為1945年中華民國接收臺灣後，隔年由行政院授權委託臺灣銀行發行的「臺幣」。由於1948年上海市爆發金融危機，國民政府大量發行貨幣，造成惡性通貨膨脹。
中華民國政府為解決惡性通貨膨脹問題，實施幣制改革重估幣值，以四萬圓換一圓之比例改換發流通新式貨幣。此前發行之臺幣稱為「舊臺幣」，改革後發行之貨幣即稱之為新臺幣、或僅簡稱為臺幣。新台币单位為「圓」，或簡作「元」。民間說法有稱「塊錢」，台語為「箍 （台羅：khoo）」，「一塊錢」、「一塊」、「一箍（tsı̍t-khoo）」即指新台幣壹圓。新台幣常見的英文縮寫包括NTD、NT$，而缩写TWD係依據ISO 4217之國際標準制定，前二碼為台灣的國際代碼「TW」，末碼則指新台幣貨幣單位「圓」（dollar），通常使用在外汇汇率及國際貿易。

## 簡史

### 區域貨幣（1949年－1961年）
| 舊臺幣及各套新臺幣概况 |
| ---------------------- |
| 舊臺幣                 |
| 第一套直式新臺幣       |
| 第二套直式新臺幣       |
| 第三套直式新臺幣       |
| 第四套直式新臺幣       |
| 金門馬祖大陳專用紙幣   |
| 第一套橫式新臺幣       |
| 第二套橫式新臺幣       |
| 第三套橫式新臺幣       |
| 第四套橫式新臺幣       |
| 第五套橫式新臺幣       |
| 新臺幣硬幣             |

新臺幣的前身為1945年中華民國接收臺灣後，隔年由行政院授權委託臺灣銀行發行的「臺幣」。新臺幣的前身為舊臺幣，在1946年5月22日開始發行。當初臺幣被定位為一種過渡時期的貨幣，日治時期臺灣總督府的臺灣銀行券，與國民政府的臺幣一比一兌換。由於當時二戰剛結束，中國大陸滿目瘡痍，再加上國民黨與共產黨之間關係緊張，金融狀況不穩定，因此臺灣未使用當時流通行於中國大陸的法幣、金圓券，另外再發行臺幣。當時原統治者日本臺灣總督府，因日本政府在中華民國接收並統治台灣前，為墊付日本公庫之戰時支出及公務支出，發行毫無準備金的台灣銀行券（武尊千圓券）近七億。這些濫發台灣銀行券，加上原有已發行之台灣銀行券，及1945年11月1日台灣省行政長官公署接收臺灣後因公費墊支（台銀維持省公庫的墊款與維持公營企業（原日本民營企業）之放款）而發出之費用。所有費用於1946年5月以1比1的比例從臺灣銀行券換成舊臺幣的發行額總共33億多。使無準備金基礎而發行之台灣銀行券及其兌換之舊台幣成為廢紙。
而後舊台幣又受到法幣及金圓券因戰亂快速貶值之匯兌衝擊的威脅。1948年10月台灣省政府主席魏道明經蔣介石同意，曾禁止向中國大陸銷售或轉移糧食，使台灣未受到對岸困境衝擊；但到1949年6月，美國認為「幾乎不可能建立可運作之政府」，預測台灣經濟崩潰；蔣抵南台灣後，發現台灣金融改革所需之黃金和硬幣已就位，6月15日台灣省政府發行新台幣；台灣省財務廳長嚴家淦和中央銀行總裁俞鴻鈞把新台幣與黃金價格掛鉤，並准計自由換滙，使新台幣獲得信任:529。
由於1948年貨幣改革，停止金圓券收兌，這無異於宣告金圓券信譽破產。上海爆發金融危機，國民政府大量發行貨幣，造成惡性通貨膨脹。1948年11月後，「適逢京滬局勢緊張，舊臺幣發行額」:305從1946年的53億圓到1949年6月14日幣制改革前達5,270億元。1949年物價為1945年之7,000餘倍。
1949年6月15日，臺灣省政府公布〈臺灣省幣制改革方案〉、〈新臺幣發行辦法〉，實行幣制改革:305。省政府正式發行新臺幣，法定舊臺幣40,000元折合新臺幣1元——臺語俗語「四萬換一箍」由此而生，意即「四萬換一圓」；汇率与美元联系：新台幣1元兌換美元2角；同时為穩定貨幣價值，利用先前国民政府運臺黃金其中80萬（價值美金4千4百萬元）兩作為發行新臺幣的準備金，以取得國際信任，並採「最高限額發行制」，限制發行總額為2億元，期能遏止通貨膨脹。
發行新台幣原因的3種說法：
- 政府官方說法：1948年上海爆發金融危機，法幣大幅度貶值，連帶使舊臺幣幣值大幅貶值，造成臺灣物價水準急遽上揚。
- 另一種說法：國民政府在接管台灣之後大量印製鈔票應付財政支出，如軍費（中原大戰後近乎破產，接連各項戰爭）、積欠國際組織會費[15]（國民政府透過資源委員會所管轄的許多公營企業，無償地將公營企業所統制獨佔得來的大量台灣物資捐輸交給「貿易局」轉運中國大陸，然後政府又要求台灣銀行擴大放款給予被掏空的公營企業作為週轉資金，台灣銀行只得不斷加印鈔票支應，造成台灣的貨幣爆增，加上台灣的物資被掏空，於是形成嚴重的通貨膨脹），並將台灣人賴以維生的米、布、糖、鹽等民生物資運往外省資助內戰，並強行徵糧，造成的糧食短缺、物價飛漲，以及惡性通貨膨脹[16]（後來的幣制改革中，以一圓新台幣兌換四萬圓舊台幣，台灣民的積蓄幾成壁紙）[17]。
- 還有另一種說法：上海金融危機時，蔣經國為了挽救危機，以政治力強制規定舊臺幣與金圓券之間的匯率比，反而導致舊臺幣受金圓券大貶的拖累。

1949年12月，中華民國政權遷到台灣，1950年6月21日行政院發布命令，中華民國國幣單位保留銀圓本位，而記帳單位自1950年7月1日起改為新臺幣，銀圓與新臺幣以1949年12月29日最後牌告匯率固定為1銀圓=新臺幣3圓。1951年美援貸款促進貨幣穩定性。
此後，1951年1月5日公告以黃金4,949,269.99公克準備金，發行新臺幣2億。此時新臺幣已經相對穩定。
另外，為因應金門、馬祖、大陳島等戰地的特殊需要，一度發行限定流通這些地區的新臺幣金門、馬祖、大陳流通券，目前已經取消。
1956年8月29日司法院大法官《司法院釋字第63號解釋》：「《妨害國幣懲治條例》第三條所稱偽造變造之幣券，係指國幣幣券而言。新臺幣為地方性之幣券，如有偽造變造情事，應依刑法處斷。」

### 準國幣（1961年－2000年）
1961年7月1日，中華民國中央銀行在臺灣復業。1961年6月30日，行政院令，訂定發布《中央銀行在臺灣地區委託臺灣銀行發行新臺幣辦法》，新臺幣由中央銀行委託臺灣銀行發行，紙幣上印「臺灣銀行」字樣，法定地位比照國幣，成為今日中華民國的法定貨幣。1970年12月21日，新臺幣鈔券上印「中華民國」字樣，以昭公信。
1962年12月19日司法院大法官《司法院釋字第99號解釋》：「臺灣銀行發行之新臺幣，自中央銀行委託代理發行之日起，如有偽造變造等行為者，亦應依《妨害國幣懲治條例》論科。」然而司法院大法官黃正銘有不同意見書，認為在程序上，不應受理中央銀行此次聲請解釋；而在實體上，未經立法程序，新臺幣決不能變為國幣。但黃正銘此議未受到官方注意。

### 國幣（2000年至今）
1992年8月5日，總統令公布廢止《銀圓及銀圓兌換券發行辦法》，作為國幣之銀圓喪失發行法源。由於國幣依《中央銀行法》規定由中央銀行發行，於是2000年7月1日，中央銀行訂定之《中央銀行發行新臺幣辦法》施行，停止委託臺灣銀行發行新臺幣，將新臺幣正式訂為中華民國國幣。各法律條文中原以銀圓為單位，亦修法改為新臺幣。2000年7月3日發行新臺幣1,000圓紙幣，上印字樣改為「中央銀行」；其圖案之瑕疵（地球儀印相反）於2004年版已經移除，地球亦轉至東經140度。
2000年7月1日，台灣銀行新聞稿說明：「舊版新臺幣之兌換」新臺幣自中華民國89年（2000年）7月1日起改由中央銀行發行，有關各種舊版新臺幣券幣停止流通日期如下：
1. 票面載有「臺灣銀行」字樣之各類舊版新臺幣鈔券，除新臺幣發行五十週年紀念性伍拾圓塑膠鈔券外，已於民國91年（2002年）7月1日起停止流通。
2. 民國68年（1979年）以前發行之伍圓硬幣、壹圓硬幣（除慶祝總統 蔣公八秩華誕及響應聯合國糧農組織糧食增產運動紀念幣外）、伍角硬輔幣（民國38年（1949年）版銀幣、43年（1954年）版合金幣、62年（1973年）以前各年版黃銅幣）已於民國71年（1982年）12月8日起停止流通。
3. 民國81（1992年）及82年（1993年）製版之伍拾圓鎳黃銅梅花幣已於民國91年（2002年）7月1日起停止流通；民國85（1996年）至90年（2001年）製版之伍拾圓雙色幣亦於民國93年（2004年）7月1日起停止流通。
4. 票面載有「中央銀行」字樣，無光影變化箔膜之舊式壹仟圓券「88年製版（1999年）」及伍佰圓券「89年製版（2000年）」，已於96年（2007年）8月1日起停止流通。

上開舊版新臺幣仍可持向臺灣銀行國內各營業單位等值兌換。

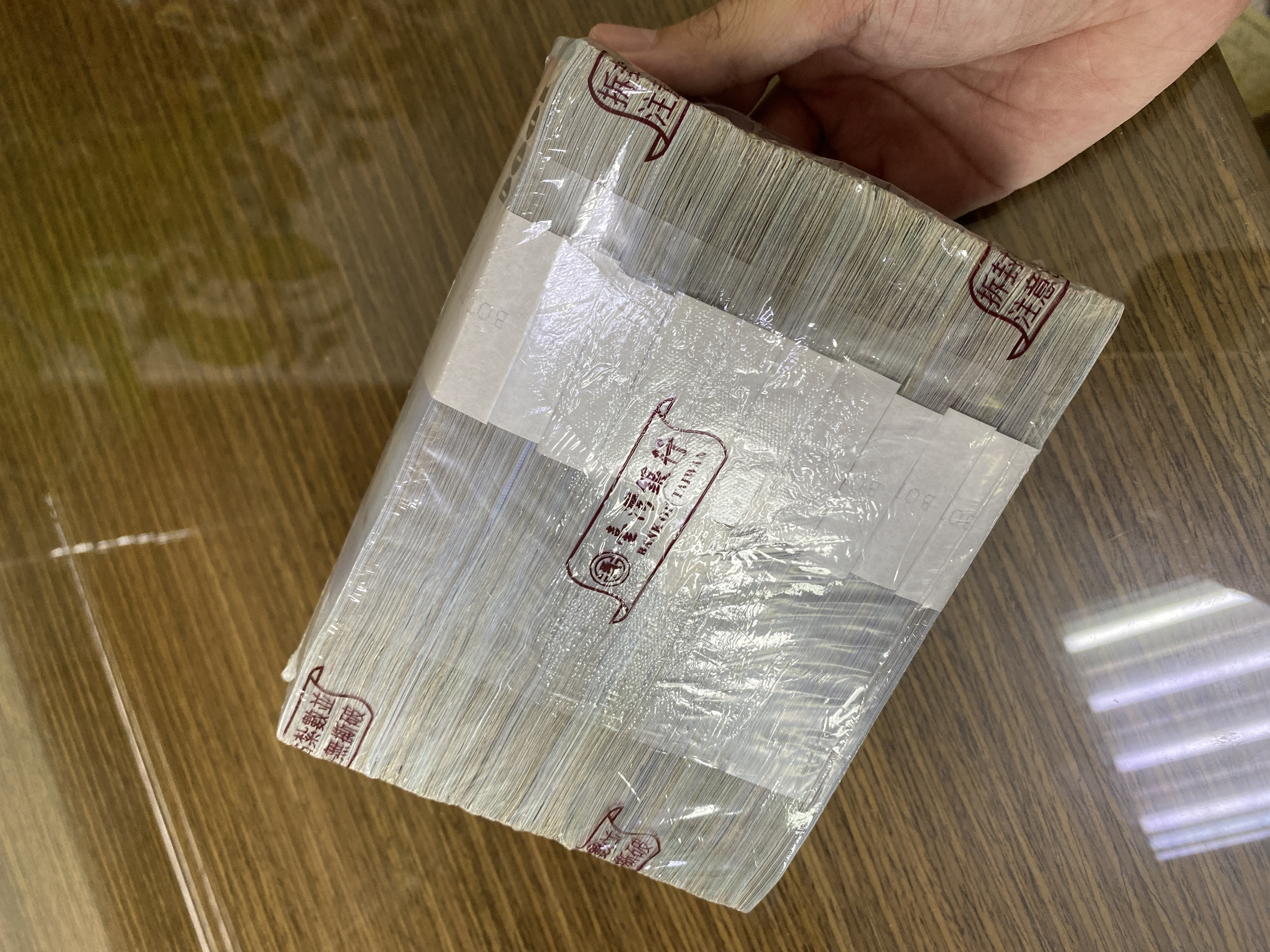
臺灣銀行包裝之新臺幣一百萬元

2002年6月30日，《中央銀行在臺灣地區委託臺灣銀行發行新臺幣辦法》施行期間屆滿，當然廢止。2002年7月1日，原委託臺灣銀行發行之新臺幣停止流通。官方回應為：自1961年7月1日中央銀行在臺復業起，新臺幣發行單位法定即為中央銀行，中央銀行依據《中央銀行法》規定委託臺灣銀行發行，紙鈔原印「臺灣銀行」僅代表實際發行單位。

## 流通鈔票
1,000元及500元於2005年7月20日再度改版，增加原本只有2,000元才有的光影變化箔膜，安全線改為光影變化箔膜式安全線；500元的刷色變得更深。
| 圖像              | 面值                  | 尺寸      | 主墨色   | 圖像描述                            | 圖像描述                 | 圖像描述     | 版別   | 日期                | 日期          |
| 圖像              | 面值                  | 尺寸      | 主墨色   | 正面                                | 背面                     | 水印         | 版別   | 年版                | 發行          |
| ----------------- | --------------------- | --------- | -------- | ----------------------------------- | ------------------------ | ------------ | ------ | ------------------- | ------------- |
| NT$100 · NT$100   | 壹佰圓 （NT.$ 100）   | 145×70 mm | 紅色     | 孫文像 禮記禮運篇大同章             | 中山樓                   | 梅和「100」  | 安一版 | 2000年 （民國89年） | 2001年7月2日  |
| NT$200 · NT$200   | 貳佰圓 （NT.$ 200）   | 150×70 mm | 綠色     | 蔣中正像 土地改革和基層教育主題     | 總統府                   | 蘭和「200」  | 安一版 | 2001年 （民國90年） | 2002年1月2日  |
|                   | 伍佰圓 （NT.$ 500）   | 155×70 mm | 深咖啡色 | 南王國小少棒隊 體育（少棒運動）     | 梅花鹿 大霸尖山          | 竹和「500」  | 安二版 | 2004年 （民國93年） | 2005年7月20日 |
|                   | 壹仟圓 （NT.$ 1,000） | 160×70 mm | 藍色     | 教育主題 教育（小學生上課）         | 帝雉 玉山日出 塔塔加薊   | 菊和「1000」 | 安二版 | 2004年 （民國93年） | 2005年7月20日 |
| NT$2000 · NT$2000 | 貳仟圓 （NT.$ 2,000） | 165×70 mm | 紫色     | 福爾摩沙衛星一號 科技（衛星、天線） | 櫻花鉤吻鮭 南湖大山 松樹 | 松和「2000」 | 安一版 | 2001年 （民國90年） | 2002年7月1日  |

#### 紀念性流通塑膠鈔券
民國以來，歷經法幣、金圓券、銀圓券、舊臺幣等之幣制改革，至新臺幣發行後，幣值始趨穩定，經濟發展迅速，創造經濟奇蹟，為中華民國百年來僅見。而新臺幣自民國三十八年六月十五日發行，至八十八年六月屆滿五十週年，為表彰新臺幣在臺灣經濟發展歷程中重要地位，臺灣銀行特發行「新臺幣發行五十週年紀念性塑膠鈔券」，以資紀念。

#### 建國百年紀念鈔票
2011年1月6日中央銀行發布了面額100元的建國百年紀念鈔票，主要是慶祝中華民國建國100週年。為避免設計差異過大以致市面上現行的偽鈔辨識機器及自動販賣機、自動售票機等無法使用，與原鈔不同之處僅在於背面左下角文字由「中華民國八十九年製版」改為「慶祝中華民國建國一百年」。
中華民國百圓新鈔以孫中山為肖像。係根據民國十三年孫中山在廣州撰寫建國大綱時的黑白影像。一說，根據許九麟畫家所繪國父畫像，是不對的說法。因許九麟所繪國父的畫像，亦是根據民國十三年孫中山在廣州撰寫建國大綱時的黑白影像。

## 流通硬幣
| 圖像 | 圖像 | 面值                                      | 技術參數 | 技術參數 | 技術參數                                     | 描述                                                                 | 描述                                                                                | 描述 | 發行日期                        |
| 正面 | 背面 | 面值                                      | 直徑     | 質量     | 成份                                         | 幣邊                                                                 | 正面                                                                                | 背面 | 發行日期                        |
| ---- | ---- | ----------------------------------------- | -------- | -------- | -------------------------------------------- | -------------------------------------------------------------------- | ----------------------------------------------------------------------------------- | --- | ------------------------------- |
|      |      | 伍角 （页面存档备份，存于） （NT.$ 0.5）  | 18 mm    | 3 g      | 97% 銅 2.5% 鋅 0.5% 錫                       | 光滑                                                                 | 梅花、上緣鐫鑄造年份                                                                | 「伍角」字樣、面額「1/2」                                                                                              | 1981年12月8日－2004年止，仍流通 |
|      |      | 壹圓 （页面存档备份，存于） （NT.$ 1）    | 20 mm    | 3.8 g    | 92% 銅 6% 鎳 2% 鋁                           | 全絲邊                                                               | 蔣中正先生側像、上緣鐫鑄造年份                                                      | 「壹圓」字樣、面額「1」                                                                                                | 1981年12月8日                   |
|      |      | 伍圓 （页面存档备份，存于） （NT.$ 5）    | 22 mm    | 4.4 g    | 75% 銅 25% 鎳                                | 全絲邊                                                               | 蔣中正先生側像、上緣鐫鑄造年份                                                      | 「伍圓」字樣、面額「5」 外沿有八個簡化的夔龍紋圍成環形                                                                 | 1981年12月8日                   |
|      |      | 拾圓 （页面存档备份，存于） （NT.$ 10）   | 26 mm    | 7.5 g    | 75% 銅 25% 鎳                                | 全絲邊                                                               | 蔣中正先生肖像、上緣鐫鑄造年份                                                      | 「拾圓」字樣、面額「10」                                                                                               | 1981年12月8日－2010年止，仍流通 |
|      |      | 拾圓 （页面存档备份，存于） （NT.$ 10）   | 26 mm    | 7.5 g    | 75% 銅 25% 鎳                                | 全絲邊                                                               | 國父孫中山先生肖像、上緣鐫上緣鐫年序「中華民國100年」（鑄造時，按鑄造年度更換年份） | 上緣以如意邊框圍「國泰」及「民安」兩組隱藏文字、面額10圓之0內有「臺灣島」及「梅花」兩組隱藏圖案、下緣有盲人觸摸點「●」 | 2011年1月11日                   |
|      |      | 貳拾圓 （页面存档备份，存于） （NT.$ 20） | 26.85 mm | 8.5 g    | 外環：92% 銅 2% 鎳 6% 鋁 內餅：75% 銅 25% 鎳 | 全絲邊                                                               | 賽德克族抗日英雄莫那·魯道肖像及霧社抗日紀念碑、下緣隱藏圖案為鑄造之西元年序         | 蘭嶼達悟族拼板舟、下緣有盲人觸摸點「● ●」                                                                              | 2001年7月9日                    |
|      |      | 伍拾圓 （页面存档备份，存于） （NT.$ 50） | 28 mm    | 10 g     | 92% 銅 2% 鎳 6% 鋁                           | 全絲邊、滾字（共四段相連「NT$50◊」字樣，呈正、反順序排列在幣邊中間） | 國父孫中山先生肖像、上緣鐫鑄造年份、下緣為鑄造之西元年序                            | 上緣鐫「50圓」字樣、中間圓形圖案內含「五十」及「50」字樣之交錯隱藏圖案，其兩側各一束稻穗、下緣有盲人觸摸點「● ● ●」    | 2002年4月26日                   |

|  |  | 拾圓 （NT.$ 10） | 臺灣光復五十週年紀念流通拾圓硬幣         | 26 mm | 7.5 g | 75% 銅 25% 鎳 | 全絲邊 | 地球、臺澎金馬（臺灣島左方鐫有「1945」字樣、右方鐫有「1995」字樣）、上緣鐫「中華民國八十四年」、下緣鐫「台灣光復五十周年 （页面存档备份，存于）」字樣 | 上緣鐫「共同經營大台灣」、下緣鐫「搏聚休戚與共的生命共同體」、「拾圓」字樣及面額「10」                                                 | 1995年12月23日 |
|  |  | 拾圓 （NT.$ 10） | 新臺幣發行五十週年紀念流通拾圓硬幣       | 26 mm | 7.5 g | 75% 銅 25% 鎳 | 全絲邊 | 已發行的各類硬幣重疊圖案、上緣「中華民國八十八年」 | 上緣鐫「新台幣發行五十週年紀念 （页面存档备份，存于）」、「1949-1999」、「拾圓」字樣及面額「10」                                       | 1999年6月22日  |
|  |  | 拾圓 （NT.$ 10） | 千禧年紀念流通拾圓硬幣                   | 26 mm | 7.5 g | 75% 銅 25% 鎳 | 全絲邊 | 「中華民國千禧年標誌 （页面存档备份，存于）」之平面圖、上緣鐫「中華民國八十九年」、下緣鐫「拾圓」及面額「10」                                         | 鐫有「龍形圖案」、上緣鐫「慶祝千禧年」                                                                                                 | 2000年7月15日  |
|  |  | 拾圓 （NT.$ 10） | 中華民國建國九十年紀念流通拾圓硬幣       | 26 mm | 7.5 g | 75% 銅 25% 鎳 | 全絲邊 | 國父孫中山先生肖像、上緣鐫「中華民國建國九十年紀念 （页面存档备份，存于）」、下緣鐫「1911-2001」字樣                                                  | 圓形圖案內含「國運昌隆」及「雙十煙火」之交錯隱藏圖案、下方鐫「10圓」字樣、外環飾以九十個小圓                                           | 2001年10月9日  |
|  |  | 拾圓 （NT.$ 10） | 蔣故總統經國先生百年誕辰紀念流通拾圓硬幣 | 26 mm | 7.5 g | 75% 銅 25% 鎳 | 全絲邊 | 蔣經國先生肖像、上緣鐫「中華民國九十九年」、下緣鐫「蔣故總統經國先生百年誕辰紀念 （页面存档备份，存于）」                                             | 上緣以如意邊框圍「國泰」及「民安」兩組交錯隱藏文字、面額10圓之0內有「臺灣島」及「梅花」兩組隱藏圖案、下緣有盲人觸摸點「●」             | 2010年 4月27日 |
|  |  | 拾圓 （NT.$ 10） | 蔣渭水先生紀念流通拾圓硬幣               | 26 mm | 7.5 g | 75% 銅 25% 鎳 | 全絲邊 | 蔣渭水先生肖像，上緣鐫「中華民國九十九年」、下緣鐫「蔣渭水先生(1891-1931) （页面存档备份，存于）」                                                    | 上緣以如意邊框圍「國泰民安」及「風調雨順」兩組交錯隱藏文字、面額10圓之0內有「臺灣島」及「梅花」兩組交錯隱藏圖案、下緣有盲人觸摸點「●」 | 2010年8月5日   |

## 外部連結
- 中央銀行 （页面存档备份，存于）
  - 中央銀行發行貨幣專區 （页面存档备份，存于）
- 中央銀行券幣數位博物館 （页面存档备份，存于）
  - 券幣的故事 （页面存档备份，存于）
  - 流通券幣 （页面存档备份，存于）
  - 套幣與紀念性券幣 （页面存档备份，存于）
  - 券幣的生命週期 （页面存档备份，存于）
  - 新臺幣防偽功能 （页面存档备份，存于）
  - 進階探索 （页面存档备份，存于）

| 前任： 旧台币/中华民国大陆时期货币 | 中華民國（台湾）法定货币 · 1949年6月至今 | 現任 |